# Piratbyrån

Logotipo de Piratbyrån.

Piratbyrån (La Oficina Pirata en sueco) fue una organización sueca con sede en Estocolmo dedicada a promover el movimiento contra los derechos de autor, la copia de la información y a favor de la cultura libre.
La organización proporcionaba guías, noticias y un foro enfocado en la transferencia de archivos, propiedad intelectual, piratería y cultura digital, y también eventos como charlas, apariciones en la prensa, entre otros.
El nombre es un juego de palabras basado en Antipiratbyrån (La Oficina Antipiratería), una organización no gubernamental mantenida por la industria sueca. El logotipo por su parte, es probablemente una semblanza de la campaña publicitaria de los años 1980 llamada Home Taping Is Killing Music. Los miembros de Piratbyrån participaron en debates en la radio y en la televisión sueca, así como en otros países de Europa, como en el Chaos Communication Congress en Berlín.
En junio de 2010 el grupo se disolvió tras la muerte de Ibi Kopimi Botani. Varios de sus antiguos miembros de Piratbyrån se involucraron en Telecomix.

## Kopimi

Una de las múltiples variantes del logo Kopimi.

Piratbyrån propuso una alternativa al copyright llamada Kopimi (a veces escrito copyme) la cual está diseñada para ser todo lo contrario al copyright, una advertencia de kopimi permite al lector, y pide explícitamente, modificar y redistribuir esa obra para cualquier tipo de uso, sea comercial o no. Piratbyrån, The Pirate Bay y otros colectivos relacionados utilizan esta licencia en la mayoría de sus obras. Sin embargo nadie asociado a Piratbyrån ha denominado Kopimi como licencia, sino como símbolo de ciertas ideas. La web de Kopimi no contiene términos legales. La Open Source Initiative, Free Software Foundation, o cualquier otra organización del Movimiento del software de código abierto, no tienen a Kopimi como una licencia aprobada.
Para representar Kopimi se utilizan múltiples variantes de una pirámide con una K inscrita.

### Kopimismo
El Kopiameísmo es una religión de origen sueco, creada para amparar legalmente el P2P.

## Controversia

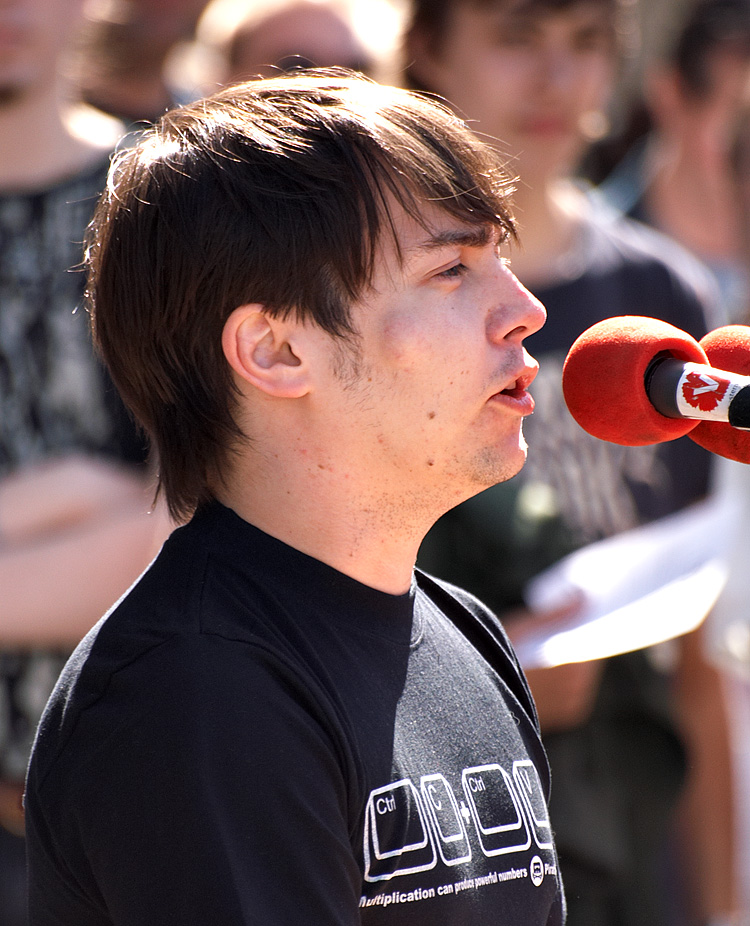
Rasmus Fleischer, portavoz de Piratbyrån dando una conferencia en Estocolmo, Suecia.

En la mañana del 31 de mayo de 2006, los servidores de The Pirate Bay (uno de los trackers de BitTorrent más grandes del mundo) y Piratbyrån, fueron confiscados en un ataque por parte de la policía sueca, el motivo para la confiscación fue que eran parte de una investigación sobre posibles actividades ilegales por parte de The Pirate Bay, la legalidad de la confiscación de los servidores había sido puesta en duda, ya que Piratbyrån (incluyendo su infraestructura) no estaba afiliada con The Pirate Bay.